# Zwarte mees
De zwarte mees (Periparus ater; synoniem: Parus ater) is een zangvogel uit de familie van de echte mezen (Paridae).

## Kenmerken
Ze worden ongeveer 11 cm groot, ongeveer even groot als de pimpelmees. De kop is relatief groot, er is geen zwarte buikstreep aanwezig zoals bij de koolmees. De zwarte mees heeft twee witte vleugelstrepen, een zwarte kruin, witte wangvlekken en een witte vlek in de nek. Mannetje en vrouwtje zijn gelijk.

## Levenswijze
Het voedsel bestaat hoofdzakelijk uit spinnen, insecten en in de winter zaden van sparren. De mees foerageert ook wel in loofbomen. De vogel nestelt in boomholen, rotsspleten, of nestkasten, maar ook in gaten in de grond.

## Verspreiding en leefgebied
De zwarte mees komt in het overgrote deel van Europa het hele jaar voor, waaronder in Nederland en België. Zwarte mezen komen veel voor in naaldbossen en minder vaak in tuinen dan de kool- en pimpelmees.

## Status in Nederland
Het aantal broedparen in de periode 2013–2015 lag tussen 16.000 en 20.000.

## Ondersoorten
De zwarte mees telt 24 ondersoorten:
- P. a. britannicus: Groot-Brittannië en noordoostelijk Ierland.
- P. a. hibernicus: Ierland (behalve het noordoosten).
- P. a. ater: Scandinavië en noordoostelijk Europa via Siberië tot Kamtsjatka, noordelijk Japan, Korea, noordoostelijk China en noordoostelijk Mongolië.
- P. a. abietum: continentaal westelijk, centraal en zuidoostelijk Europa en Anatolië.
- P. a. vieirae: het Iberisch Schiereiland.
- P. a. sardus: Corsica en Sardinië.
- P. a. atlas: Marokko.
- P. a. ledouci: noordelijk Algerije en noordelijk Tunesië.
- P. a. cypriotes: Cyprus.
- P. a. moltchanovi: zuidelijk Crimean Pen..
- P. a. michalowskii: Kaukasus (behalve delen van de Zuidelijke Kaukasus.
- P. a. derjugini: van noordoostelijk Turkije tot de zuidwestelijk Kaukasus.
- P. a. eckodedicatus: westelijk China.
- P. a. gaddi: zuidoostelijk Azerbeidzjan en noordelijk Iran.
- P. a. chorassanicus: zuidwestelijk Turkmenistan en noordoostelijk Iran.
- P. a. phaeonotus: zuidwestelijk Iran.
- P. a. rufipectus: van zuidoostelijk Kazachstan tot noordwestelijk China.
- P. a. martensi: Kali Gandakigebied in centraal Nepal.
- P. a. melanolophus: van oostelijk Afghanistan en noordwestelijk Pakistan tot de noordwestelijke Himalaya.
- P. a. aemodius: van de oostelijke Himalaya tot noordelijk Myanmar.
- P. a. pekinensis: het oostelijke deel van Centraal-China.
- P. a. insularis: de zuidelijke Koerilen en Japan.
- P. a. kuatunensis: zuidoostelijk China.
- P. a. ptilosus: Taiwan.

## Video
- Zwarte mees